# Saint-Bazile (Haute-Vienne)
Pour les articles homonymes, voir Saint-Bazile.
Saint-Bazile est une commune française située dans le département de la Haute-Vienne, en région Nouvelle-Aquitaine.

## Géographie

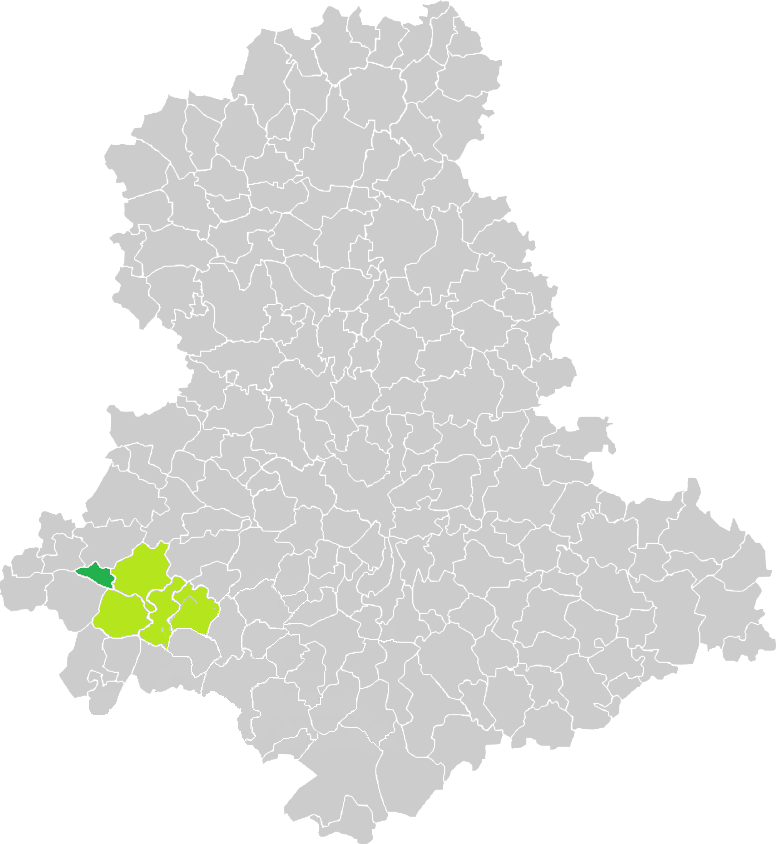
Situation de la commune de Saint-Bazile en Haute-Vienne.

Bordée au sud par la Tardoire, Saint-Bazile est située dans l'emprise du cratère de la météorite de Rochechouart.

Elle est traversée par la route départementale D 85A.
Après avoir fait partie dès 1998 du parc naturel régional Périgord-Limousin, Saint-Bazile n'a pas adhéré à sa charte lors du renouvellement de celle-ci, validé par décret no 2011-998 du 24 août 2011.

### Communes limitrophes
Saint-Bazile est limitrophe de cinq autres communes.
Les communes limitrophes sont Vayres, Chéronnac, Cussac, Oradour-sur-Vayres et Saint-Mathieu.
| Chéronnac | Vayres        |                    |
|           | Saint-Bazile  | Oradour-sur-Vayres |
|           | Saint-Mathieu | Cussac             |

### Climat
Pour des articles plus généraux, voir Climat de la Nouvelle-Aquitaine et Climat de la Haute-Vienne.
Historiquement, la commune est exposée à un climat océanique limousin.  
En 2020, Météo-France publie une typologie des climats de la France métropolitaine dans laquelle la commune est exposée à un climat océanique altéré et est dans la région climatique  Poitou-Charentes, caractérisée par un bon ensoleillement, particulièrement en été et des vents modérés.
Pour la période 1971-2000, la température annuelle moyenne est de 11,5 °C, avec une amplitude thermique annuelle de 14,9 °C. Le cumul annuel moyen de précipitations est de 1 085 mm, avec 13,3 jours de précipitations en janvier et 7,9 jours en juillet. Pour la période 1991-2020, la température moyenne annuelle observée sur la station météorologique la plus proche, située sur la commune de Champagnac-la-Rivière à 7 km à vol d'oiseau, est de 11,5 °C et le cumul annuel moyen de précipitations est de 1 189,6 mm,. Pour l'avenir, les paramètres climatiques de la commune estimés pour 2050 selon différents scénarios d'émission de gaz à effet de serre sont consultables sur un site dédié publié par Météo-France en novembre 2022.

## Urbanisme

### Typologie
Au 1er janvier 2024, Saint-Bazile est catégorisée commune rurale à habitat très dispersé, selon la nouvelle grille communale de densité à sept niveaux définie par l'Insee en 2022.
Elle est située hors unité urbaine et hors attraction des villes,.

### Occupation des sols
L'occupation des sols de la commune, telle qu'elle ressort de la base de données européenne d’occupation biophysique des sols Corine Land Cover (CLC), est marquée par l'importance des territoires agricoles (64,4 % en 2018), en augmentation par rapport à 1990 (62,5 %). La répartition détaillée en 2018 est la suivante : 
zones agricoles hétérogènes (46 %), forêts (35,6 %), prairies (18,4 %). L'évolution de l’occupation des sols de la commune et de ses infrastructures peut être observée sur les différentes représentations cartographiques du territoire : la carte de Cassini (XVIIIe siècle), la carte d'état-major (1820-1866) et les cartes ou photos aériennes de l'IGN pour la période actuelle (1950 à aujourd'hui).

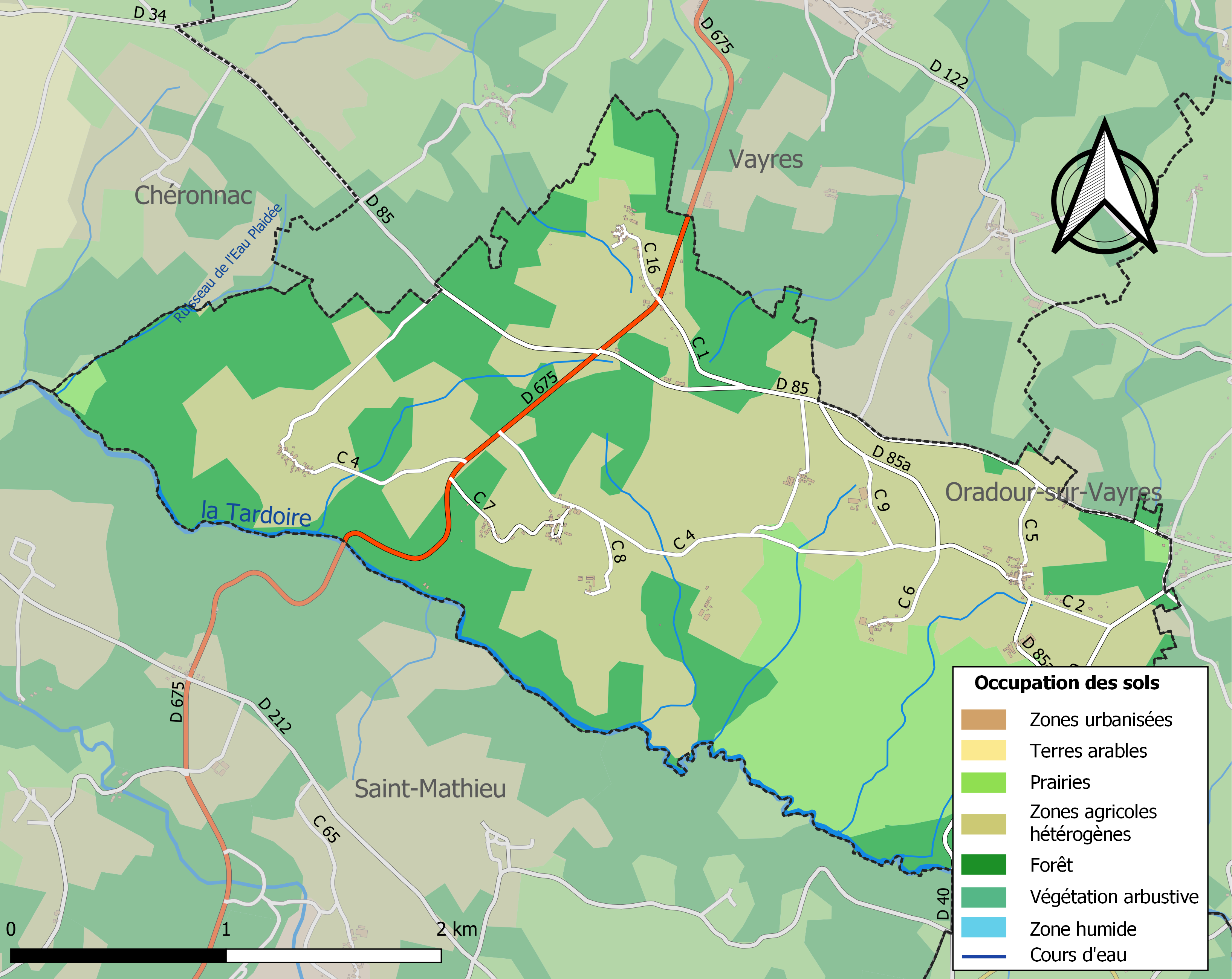
Carte des infrastructures et de l'occupation des sols de la commune en 2018 (CLC).

### Risques majeurs
Le territoire de la commune de Saint-Bazile est vulnérable à différents aléas naturels : météorologiques (tempête, orage, neige, grand froid, canicule ou sécheresse) et séisme (sismicité faible). Il est également exposé à un risque particulier : le risque de radon. Un site publié par le BRGM permet d'évaluer simplement et rapidement les risques d'un bien localisé soit par son adresse soit par le numéro de sa parcelle.

#### Risques naturels

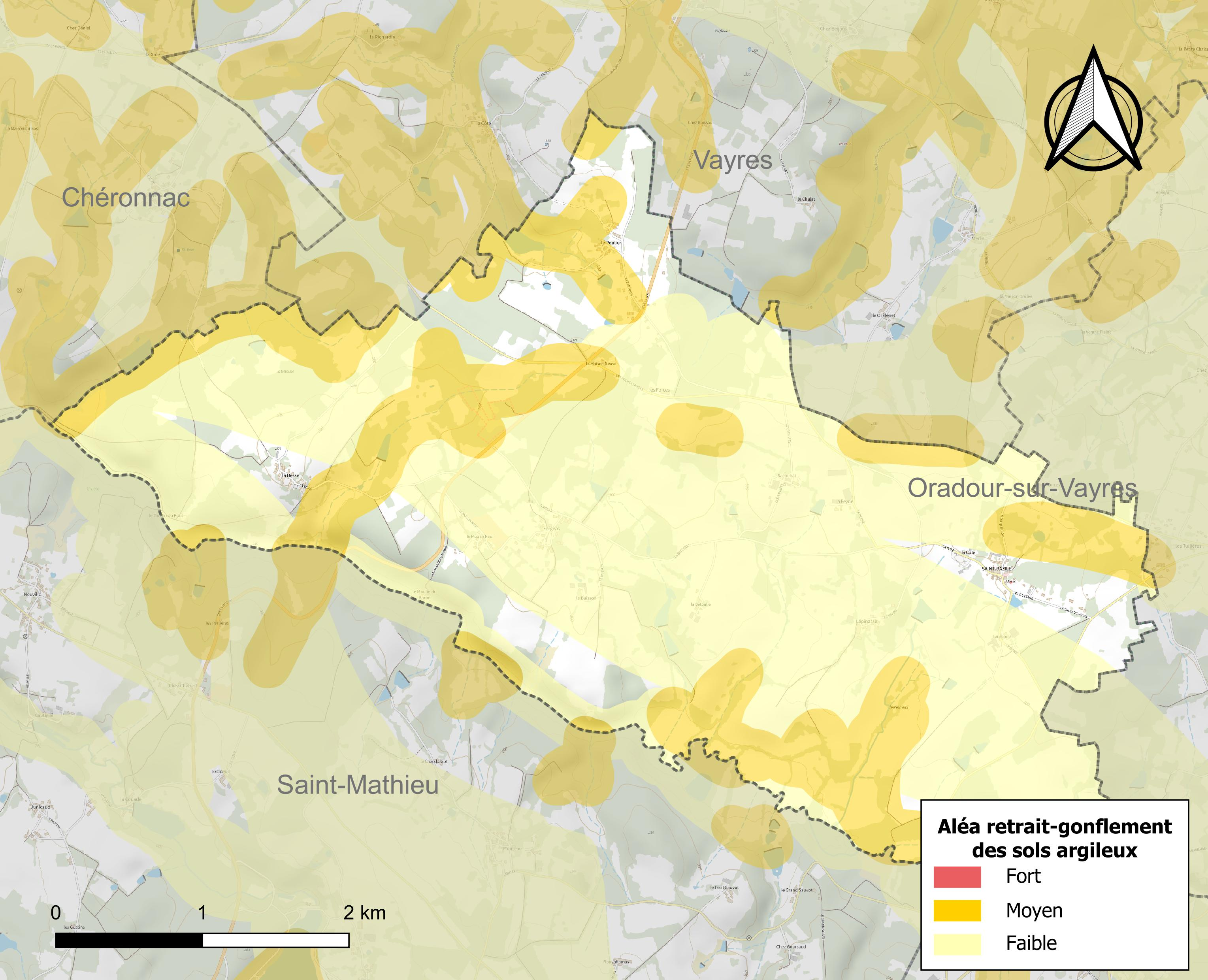
Carte des zones d'aléa retrait-gonflement des sols argileux de Saint-Bazile.

Le retrait-gonflement des sols argileux est susceptible d'engendrer des dommages importants aux bâtiments en cas d’alternance de périodes de sécheresse et de pluie. 26,4 % de la superficie communale est en aléa moyen ou fort (27 % au niveau départemental et 48,5 % au niveau national métropolitain). Depuis le 1er octobre 2020, en application de la loi ÉLAN, différentes contraintes s'imposent aux vendeurs, maîtres d'ouvrages ou constructeurs de biens situés dans une zone classée en aléa moyen ou fort,.
La commune a été reconnue en état de catastrophe naturelle au titre des dommages causés par les inondations et coulées de boue survenues en 1982 et 1999 et par des mouvements de terrain en 1999.

#### Risque particulier
Dans plusieurs parties du territoire national, le radon, accumulé dans certains logements ou autres locaux, peut constituer une source significative d’exposition de la population aux rayonnements ionisants. Selon la classification de 2018, la commune de Saint-Bazile est classée en zone 3, à savoir zone à potentiel radon significatif.

## Toponymie
En occitan, la commune est appelée Sent Basaris.

## Politique et administration
| Période                                  | Période  | Identité        | Étiquette | Qualité |
| ---------------------------------------- | -------- | --------------- | --------- | ------- |
| Les données manquantes sont à compléter. |          |                 |           |         |
|                                          |          |                 |           |         |
| mars 2001                                |          | Bernard Lefèvre |           |         |
| mars 2014                                | mai 2020 | Daniel Escure   |           |         |
| mai 2020                                 | En cours | Philippe Lalay  |           |         |

## Démographie
L'évolution du nombre d'habitants est connue à travers les recensements de la population effectués dans la commune depuis 1793. Pour les communes de moins de 10 000 habitants, une enquête de recensement portant sur toute la population est réalisée tous les cinq ans, les populations de référence des années intermédiaires étant quant à elles estimées par interpolation ou extrapolation. Pour la commune, le premier recensement exhaustif entrant dans le cadre du nouveau dispositif a été réalisé en 2005.

En 2022, la commune comptait 143 habitants, en évolution de +25,44 % par rapport à 2016 (Haute-Vienne : −0,68 %, France hors Mayotte : +2,11 %).
| 1793 | 1800 | 1806 | 1821 | 1831 | 1836 | 1841 | 1846 | 1851 |
| ---- | ---- | ---- | ---- | ---- | ---- | ---- | ---- | ---- |
| 411  | 431  | 406  | 460  | 510  | 473  | 491  | 529  | 526  |

| 1856 | 1861 | 1866 | 1872 | 1876 | 1881 | 1886 | 1891 | 1896 |
| ---- | ---- | ---- | ---- | ---- | ---- | ---- | ---- | ---- |
| 508  | 491  | 520  | 436  | 493  | 503  | 537  | 533  | 528  |

| 1901 | 1906 | 1911 | 1921 | 1926 | 1931 | 1936 | 1946 | 1954 |
| ---- | ---- | ---- | ---- | ---- | ---- | ---- | ---- | ---- |
| 533  | 540  | 495  | 450  | 503  | 391  | 334  | 321  | 286  |

| 1962 | 1968 | 1975 | 1982 | 1990 | 1999 | 2005 | 2006 | 2010 |
| ---- | ---- | ---- | ---- | ---- | ---- | ---- | ---- | ---- |
| 237  | 241  | 211  | 171  | 147  | 131  | 143  | 139  | 142  |

| 2015 | 2020 | 2022 | - | - | - | - | - | - |
| ---- | ---- | ---- | - | - | - | - | - | - |
| 116  | 138  | 143  | - | - | - | - | - | - |

## Culture locale et patrimoine

### Lieux et monuments
- Église romane Saint-Bazile de Saint-Bazile. Elle date du XIIIe siècle avec une voûte de style gothique du XVe siècle. Le portail est de type limousin. En 1972, lors de travaux, on a découvert un sarcophage dans le sol du chœur[réf. nécessaire].
- Le Pont du Moulin du Pont sur la Tardoire, monument historique inscrit depuis 1990[23] se trouve partiellement sur la commune.

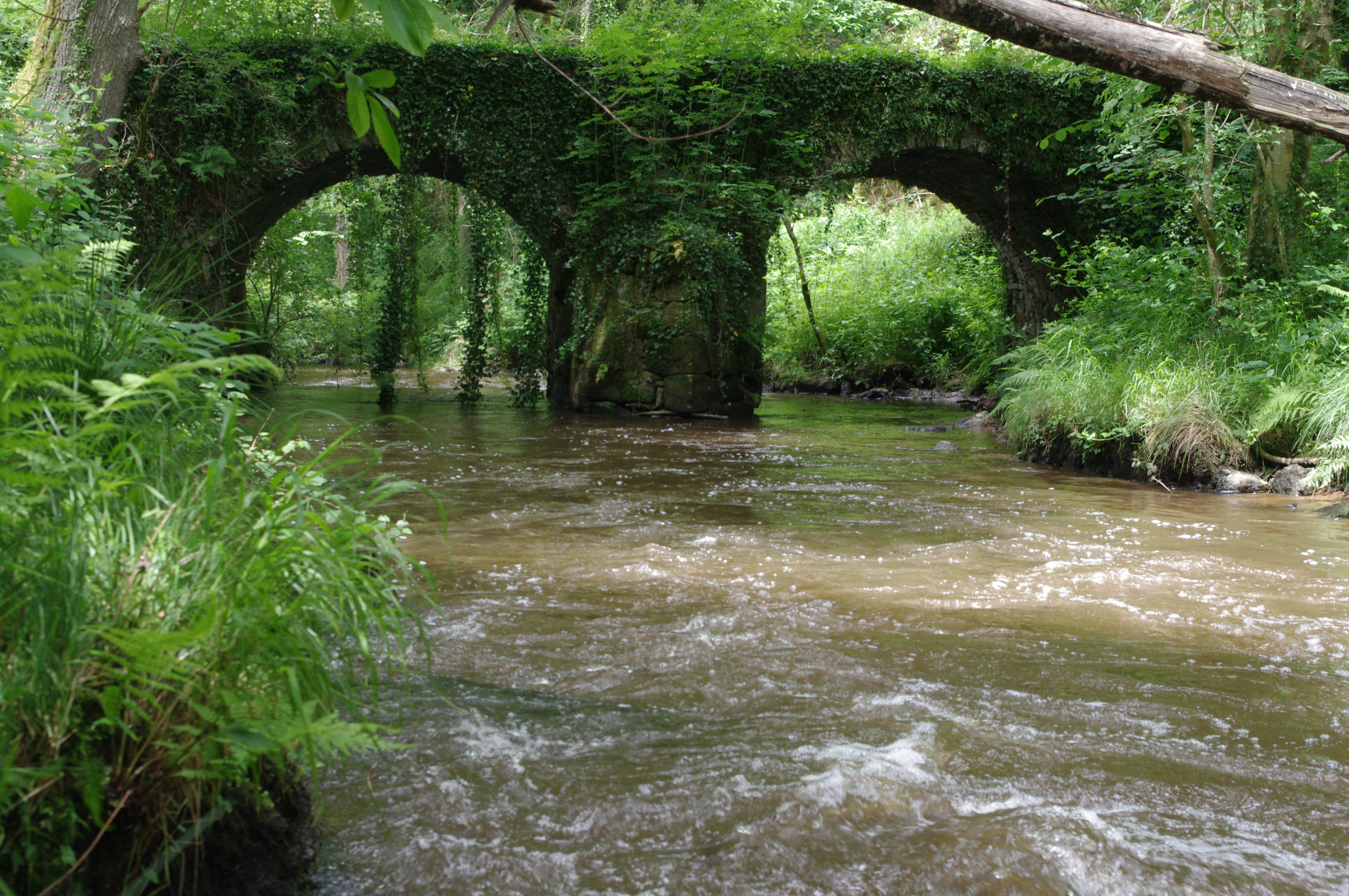
Pont du Moulin-du-Pont, sur la Tardoire, en limite de Saint-Mathieu.
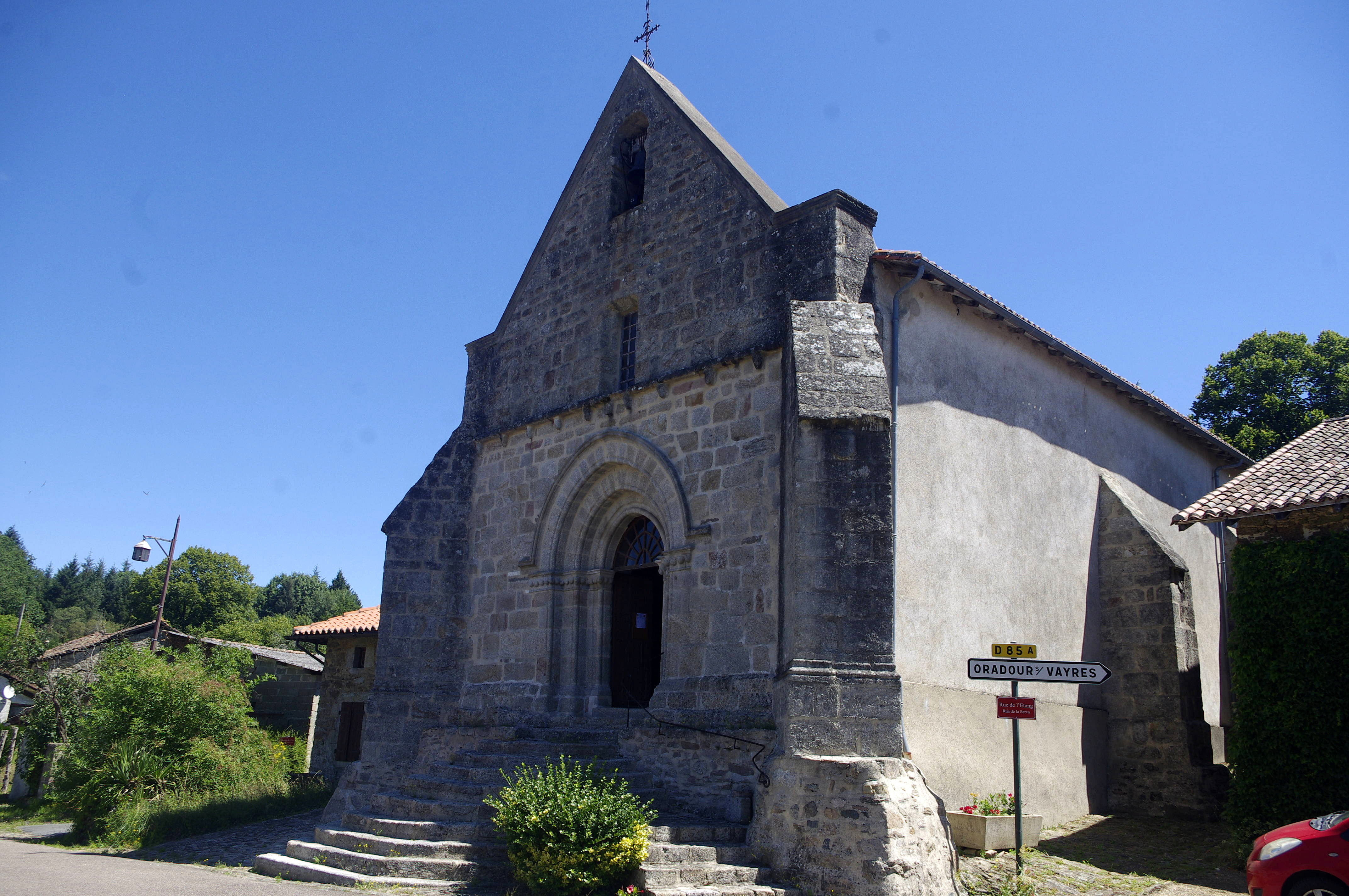
L'église saint-Bazile
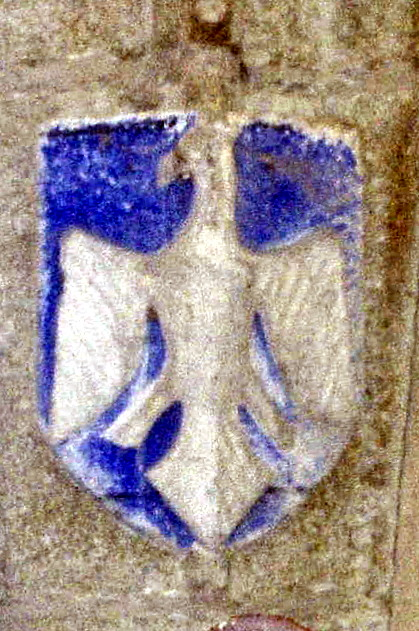
Un blason dans l'église
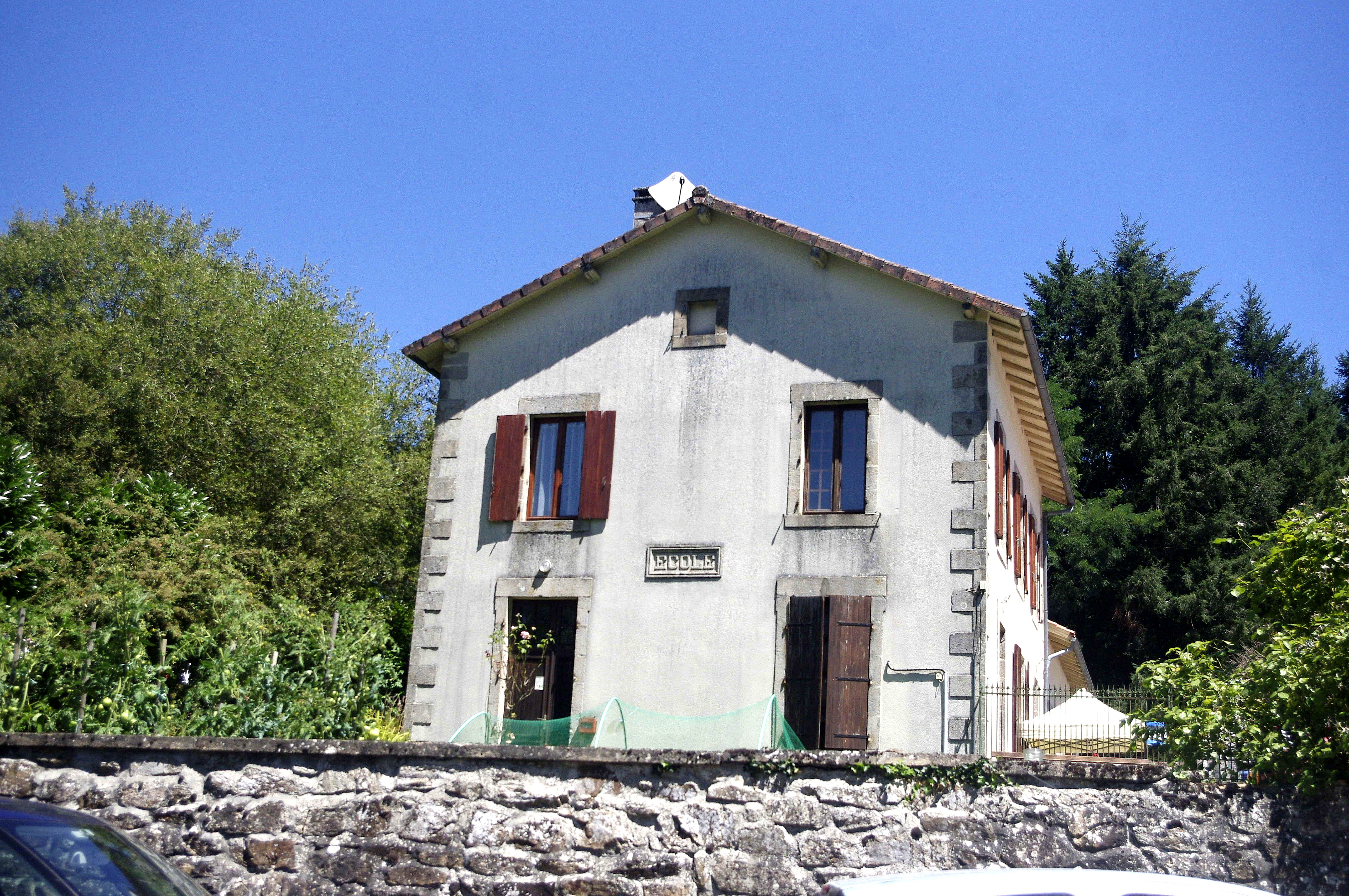
L'ancienne école
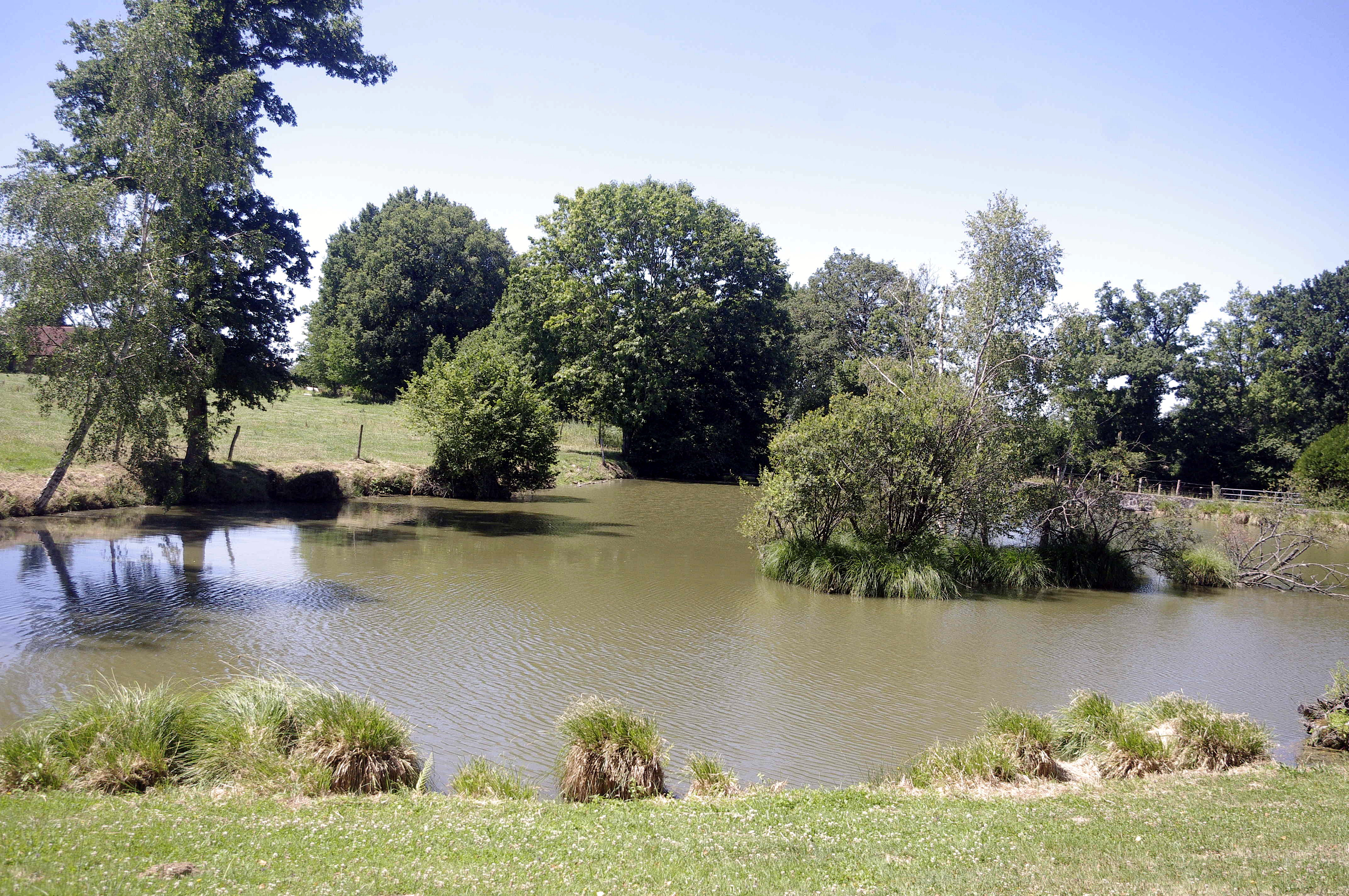
L'étang du village

### Patrimoine naturel

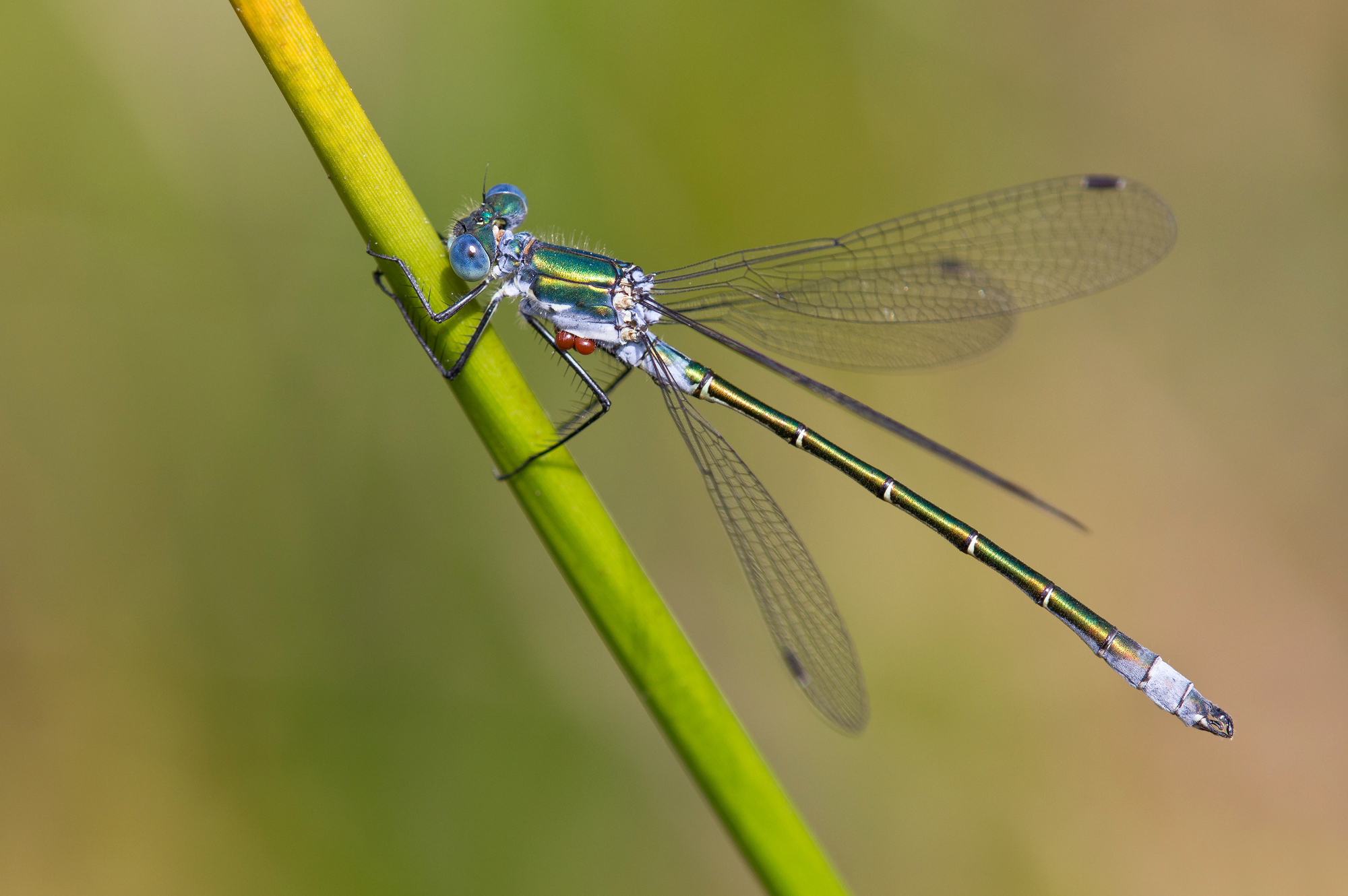
Leste des bois (Lestes dryas).

La ZNIEFF continentale de type 1 de la « Lande de Forgeas (vallée de la Tardoire) » couvre 17,21 hectares sur Saint-Bazile. C'est une lande humide et un bas marais neutro-alcalin unique dans la région et abritant des espèces animales et végétales remarquables comme la choin noirâtre (Schoenus nigricans, exceptionnelle en Haute-Vienne), le damier des marais (Eurodryas aurinia, papillon protégé en France), l'hespérie à miroirs (Heteropterus morpheus, papillon menacé en Limousin) ou le leste des bois  (Lestes dryas, libellule demoiselle menacée en France). Cette ZNIEFF est entièrement incluse dans la ZNIEFF continentale de type 2 de la « Vallée de la Tardoire (du moulin de Cros à Peyrassoulat) », soit 2 130,31 hectares, concerne dix communes, dont Saint-Bazile.
La commune a fait partie du parc naturel régional Périgord-Limousin depuis la création de ce dernier en 1998 jusqu'au renouvellement de la charte du parc en 2011. En juin 2022 elle réintègre le parc. Elle se situe au cœur du parc. Elle est de même entourée par la vaste « réserve de biosphère du bassin de la Dordogne », un espace protégé et géré Natura 2000 (5 070 km2).

### Héraldique
| Armes | Les armes de Saint-Bazile se blasonnent ainsi : De gueules à l'écusson d'argent au lion de sable, accompagné de trois râteaux démanchés d'or. |

## Pour approfondir